# Larry Walker
Larry Kenneth Robert Walker (1 de dezembro de 1966) é um ex-jogador profissional de beisebol natural do Canadá. Atuou como campista direito na Major League Baseball (MLB). Durante seus 17 anos de carreira, jogou pelo Montreal Expos (1989–1994), Colorado Rockies (1995–2004) e St. Louis Cardinals (2004–2005). Desde 2009, ele é técnico assistente da seleção de beisebol do Canadá. Amplamente considerado um jogador de cinco ferramentas, prodigioso atleticismo e instinto, Walker rebatia com eficiência e força, combinados com boa velocidade de corrida, habilidades defensivas e força e precisão nos arremessos. Induzido ao Canada's Sports Hall of Fame em 2007 e outros Halls of Fame espotivos, Walker foi incluído como um dos "Atletas do Canadá do Século XX" em 1999.